# Caballero! Visor och ballader av Evert Taube
Caballero! Visor och ballader av Evert Taube är ett musikalbum av Sven-Bertil Taube. Det släpptes hösten 1975 på skivbolaget HMV. Sven-Bertil tolkar på denna skiva sin far Evert Taubes visor. Arrangör var Ulf Björlin. Skivomslagets baksida visade en världskarta med varje plats där låtarna på skivan kom till utprickade.

## Låtlista
Alla låtarna är skrivna av Evert Taube.
1. "När jag var en ung Caballero" – 3:26
2. "Linnéa" – 3:28
3. "I Roslagens famn" – 3:14
4. "Morgonsång på Baggensfjärden" – 2:12
5. "Himlajord" – 3:53
6. "Mary Strand" – 4:40
7. "Damen i svart" – 3:08
8. "Ellinors vals" – 4:20
9. "Möte i monsunen" – 5:45
10. "Fritiof och Carmencita" – 3:06
11. "Minnet och tystnaden" – 2:33
12. "Så länge skutan kan gå" – 2:20

## Listplaceringar
- Topplistan, Sverige: #11[2]